# Česká společnost entomologická
Česká společnost entomologická byla založena dvaceti českými entomology 17. ledna 1904 v Praze. Jejím prvním předsedou byl profesor karlínského gymnázia František Klapálek (1863–1919).
Česká společnost entomologická (dříve Československá společnost entomologická) sdružuje profesionální i amatérské zájemce o studium hmyzu. Mnozí badatelé, ať už profesionálové nebo amatéři, patřili mezi světově uznávané specialisty ve svém oboru.
Jako předsedové se ve vedení vystřídali František Klapálek, Emanuel Lokay, Antonín Wimmer, František Štěrba, Oldřich Šustera, Jan Obenberger, Vladimír Balthasar, Leopold Heyrovský, Antonín Pfeffer, Karel Hůrka, Ivan Hrdý, Svatopluk Bílý, Josef Jelínek a David Král.
Česká společnost entomologická podala v roce 2021 trestní oznámení na Českou inspekci životního prostředí za liknavost ohledně vyhubení chráněného motýla jasoně dymnivkového v oboře Bulhary v CHKO Pálava.